# Guido De Philippis
Guido De Philippis (Fiesole, 16 de agosto de 1985) é um matemático italiano, que trabalha com cálculo variacional, equações diferenciais parciais e teoria geométrica da medida.
Guido De Philippis estudou matemática na Universidade de Florença, onde obteve o diploma em 2009 orientado por Emanuele Paolini, com um doutorado em 2012 na Escola Normal Superior de Pisa, orientado por Luigi Ambrosio e Luis Caffarelli, com a tese Regularity of optimal transport maps and applications.
Recebeu o Prêmio EMS de 2016 e a Medalha Stampacchia de 2018.

## Obras
- com Alessio Figalli: The Monge-Ampère equation and its link to optimal transportation, em Bullettin of the American Mathematical Society, Band 51, 2014, pp. 527–580, DOI:10.1090/S0273-0979-2014-01459-4.
- com Alessio Figalli: Partial regularity results in optimal transportation, Springer INdAM series, 2014.
- Regularity of optimal transport maps and applications, Edizioni della Normale, 2013 (tese de doutorado).